# Fersikowo
Fersikowo (russisch Фе́рзиково) ist eine Siedlung (possjolok) in der Oblast Kaluga in Russland mit 4696 Einwohnern (Stand 14. Oktober 2010).

## Geographie
Der Ort liegt gut 30 km Luftlinie östlich des Oblastverwaltungszentrums Kaluga, etwa 10 km von der Grenze zur Oblast Tula entfernt. Etwa 8 km südlich fließt die Oka, wenig nördlich des Ortes ihr kleiner linker Zufluss Myschega.
Fersikowo ist Verwaltungszentrum des Rajons Fersikowski sowie Sitz und einzige Ortschaft der Landgemeinde (selskoje posselenije) Possjolok Fersikowo.

## Geschichte

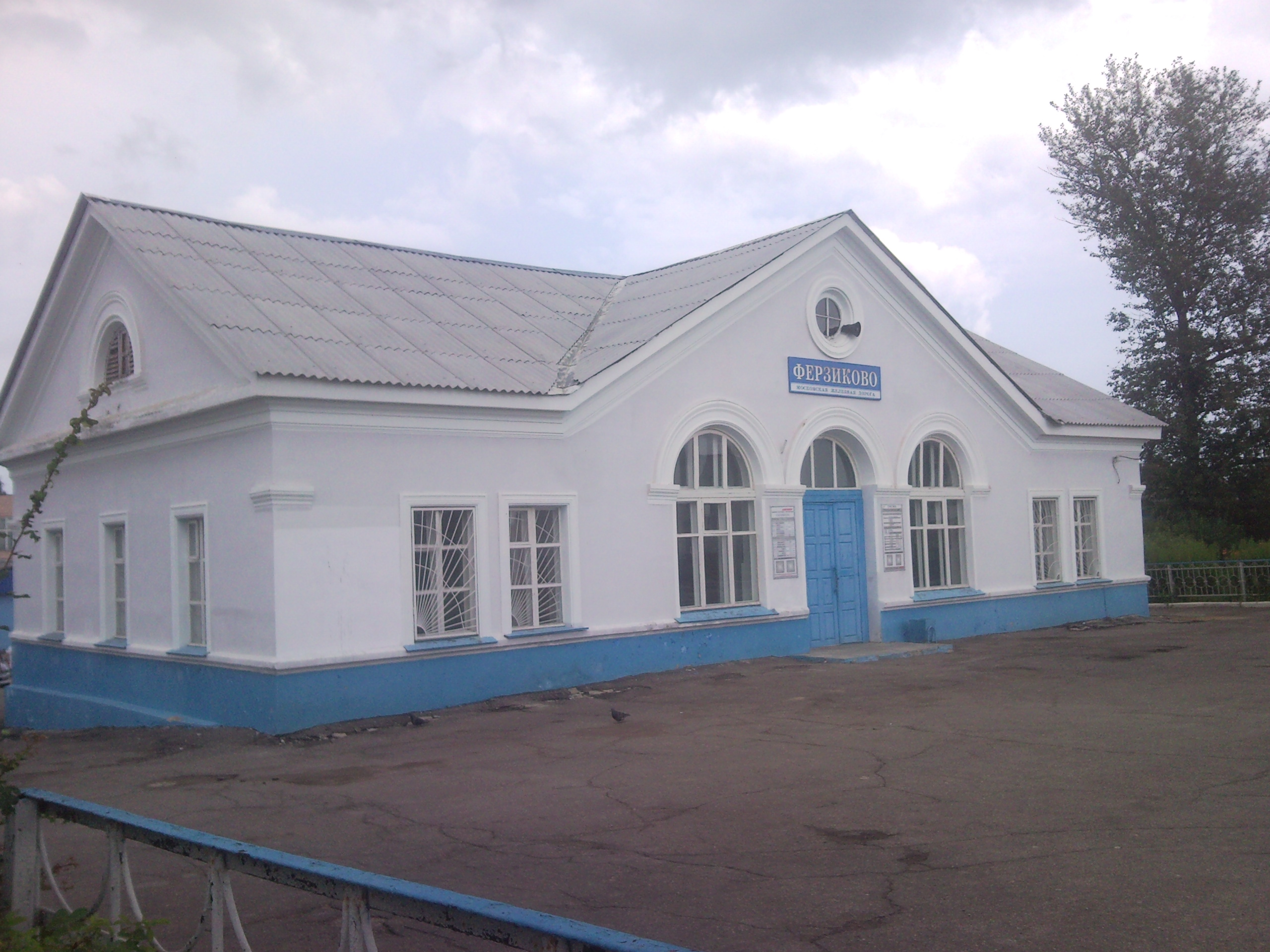
Bahnhof Fersikowo

Der Ort entstand 1874 im Zusammenhang mit dem Bau der Eisenbahnstrecke Pawelez – Tula – Kaluga – Wjasma (später Teil der staatlichen Sysran-Wjasmaer Eisenbahn). Dort wurde eine Station eröffnet und nach dem etwa drei Kilometer nördlich gelegenen, seit dem 18. Jahrhundert bekannten Dorf Fersikowo benannt, das bis heute als Sitz der Landgemeinde Selo Fersikowo („Dorf Fersikowo“) eigenständig ist. Das Dorf war Anfang des 20. Jahrhunderts Sitz einer Wolost im Ujesd Kaluga des Gouvernement Kaluga.
Durch Ansiedlung verschiedener Industriebetriebe um die Bahnstation wurde die dortige Siedlung bedeutender als das Dorf und am 12. Juli 1929 Sitz eines neu gebildeten Rajons. Dieser wurde aber bereits am 1. Februar 1931 wieder aufgelöst, und sein Territorium unter den Nachbarrajons (Alexin, Kaluga und Tscherepet) aufgeteilt. Ab 1935 gehörte der Ort zum neu gebildeten Dugninski rajon mit Sitz in der zwölf Kilometer südöstlich am rechten Ufer der Oka gelegenen damaligen Siedlung städtischen Typs Dugna.
Im Zweiten Weltkrieg wurde Fersikowo Ende Oktober 1941 von der deutschen Wehrmacht besetzt und am 26. Dezember 1941 von der Roten Armee während ihrer Gegenoffensive in der Schlacht um Moskau zurückerobert.
Am 24. Februar 1950 entstand der Fersikowski rajon erneut, in veränderten Grenzen durch Ausgliederung aus dem Dugninski rajon. Dieser wurde 1959 seinerseits aufgelöst und ging im Fersikowski rajon auf. Im Rahmen einer Verwaltungsreform wurde Fersikowo 2006 zum Sitz der gleichnamigen Stadtgemeinde (gorodskoje posselenije) und damit zur Siedlung städtischen Typs, jedoch bereits 2011 wieder ländliche Siedlung und entsprechend Sitz einer Landgemeinde.

### Bevölkerungsentwicklung
| Jahr | Einwohner |
| ---- | --------- |
| 1959 | 1924      |
| 1970 | 3434      |
| 1979 | 4330      |
| 1989 | 4570      |
| 2002 | 4392      |
| 2010 | 4696      |

Anmerkung: Volkszählungsdaten

## Wirtschaft und Verkehr
Zu den älteren Betrieben zur Herstellung von Plastikerzeugnissen und Heizgeräten sowie der holzverarbeitenden Industrie kam ab 2010 einige Kilometer südöstlich von Fersikowo ein Zementwerk des Lafarge-Konzerns, dem Kalk aus einem fünf Kilometer entfernten Tagebau am rechten Ufer der Oka durch eine Seilbahn zugeführt wird.
In Fersikowo befindet sich ein Bahnhof bei Kilometer 207 der heute von der Moskauer Eisenbahn betriebenen Strecke Wjasma – Kaluga – Tula – Rjaschsk, auf der unter anderem Vorortzugverkehr zwischen Kaluga und Alexin besteht.
Drei Kilometer nördlich, durch das ursprüngliche Dorf Fersikowo, verläuft die Regionalstraße 29K-027 von Kaluga über Tarussa zur Grenze der Oblast Moskau, und dort weiter nach Serpuchow und zur föderalen Fernstraße M2 Krim. Von der 29K-027 führt eine Straße über die Siedlung Fersikowo nach Dugna, wo eine Pontonbrücke die Oka quert.